# Sympiesis konae
Sympiesis konae är en stekelart som beskrevs av William Harris Ashmead 1901. Sympiesis konae ingår i släktet Sympiesis och familjen finglanssteklar. Inga underarter finns listade i Catalogue of Life.